# Гельденіц
Гельденіц (нім. Göldenitz) — громада в Німеччині, розташована в землі Шлезвіг-Гольштейн. Входить до складу району Герцогство Лауенбург. Складова частина об'єднання громад Беркентін.
Площа — 5,18 км2. Населення становить 229 ос. (станом на 31 грудня 2020).